# Anand Pillay (Logiker)
Anand Pillay (* 7. Mai 1951) ist ein britischer Logiker, der sich mit Modelltheorie und ihren Anwendungen in Algebra, Zahlentheorie beschäftigt.

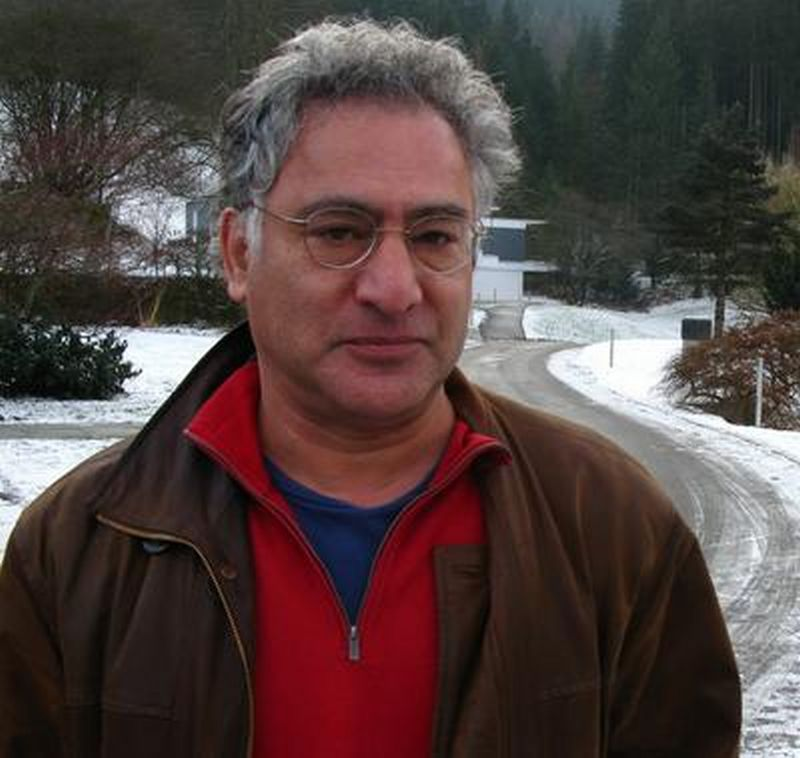
Anand Pillay, Oberwolfach 2010

Pillay studierte an der Oxford University (Bachelor in Mathematik und Philosophie 1973 am Balliol College) und an der Universität London, wo er 1974 seinen Master-Abschluss in Mathematik machte und 1978 bei Wilfrid Hodges am Bedford College promovierte (Gaifman Operations, Minimal Models, and the Number of Countable Models). Als Post-Doc war er ab 1978 als Royal Society Fellow und Gastwissenschaftler der CNRS an der Universität Paris VII. Nach Dozententätigkeit an der Manchester University ab 1981 und an der McGill University in Kanada war er ab 1983 Assistant Professor an der University of Notre Dame, ab 1986 als Associate Professor und ab 1988 mit einer vollen Professur. Von 1996 bis 2006 war er Swanlund Professor an der University of Illinois at Urbana-Champaign, wo er heute Professor Emeritus ist. Ab 2005 ist er auf dem Lehrstuhl für Mathematische Logik der University of Leeds (2005 bis 2008 auf dem Marie Curie Chair der Europäischen Union). Er war unter anderem Gastwissenschaftler am Fields Institute in Toronto, am MSRI und am Isaac Newton Institute in Cambridge.
Er befasste sich in seiner Dissertation mit der Anzahl von abzählbaren Modellen abzählbarer Theorie und danach unter dem Einfluss der Pariser Schule der Modelltheorie mit Stabilitätstheorie. Später befasste er sich mit Anwendungen der Modelltheorie in anderen Bereichen der Mathematik (Nash Mannigfaltigkeiten und Gruppen, algebraische Theorie von Differentialgleichungen und Differentialalgebra, Klassifikation kompakter komplexer Mannigfaltigkeiten, Diophantische Geometrie).
Er war Invited Speaker auf dem ICM in Zürich 1994 (Model theory, differential algebra and number theory). 2009 hielt er die Tarski Lectures (Compact Spaces, Definability, and Measures in Model Theory: The Logic Topology / Lie Groups from Nonstandard Models / Measures and Domination). 2001 erhielt er den Forschungspreis der Humboldt Foundation und war auch 1988 als Humboldt Fellow an der Universität Kiel und 1992 an der Albert-Ludwigs-Universität Freiburg. 2011 hielt er die Gödel Lecture. Er ist Fellow der American Mathematical Society.

## Schriften
- An introduction to stability theory (= Oxford Logic Guides. 8). Clarendon Press, Oxford 1983, ISBN 0-19-853186-9.
- Geometric Stability Theory (= Oxford Logic Guides. 32). Clarendon Press, Oxford 1996, ISBN 0-19-853437-X.
- mit David Marker, Margit Messmer: Model theory of fields (= Lecture Notes in Logic. 5). Springer, Berlin u. a. 1996, ISBN 3-540-60741-2.
- Model Theory and Diophantine Geometry. In: Bulletin of the American Mathematical Society. NS, Band 34, Nr. 4, 1997, S. 405–422, doi:10.1090/S0273-0979-97-00730-1.
- Model Theory. In: Notices of the American Mathematical Society. Band 47, Nr. 11, 2000, S. 1373–1381.
- mit Deidre Haskell, Charles Steinhorn (Hrsg.): Model theory, algebra and geometry (= Mathematical Sciences Research Institute Publications. 39). Cambridge University Press, Cambridge u. a. 2000, ISBN 0-521-78068-3.